# Progress (ruimtevaartuig)

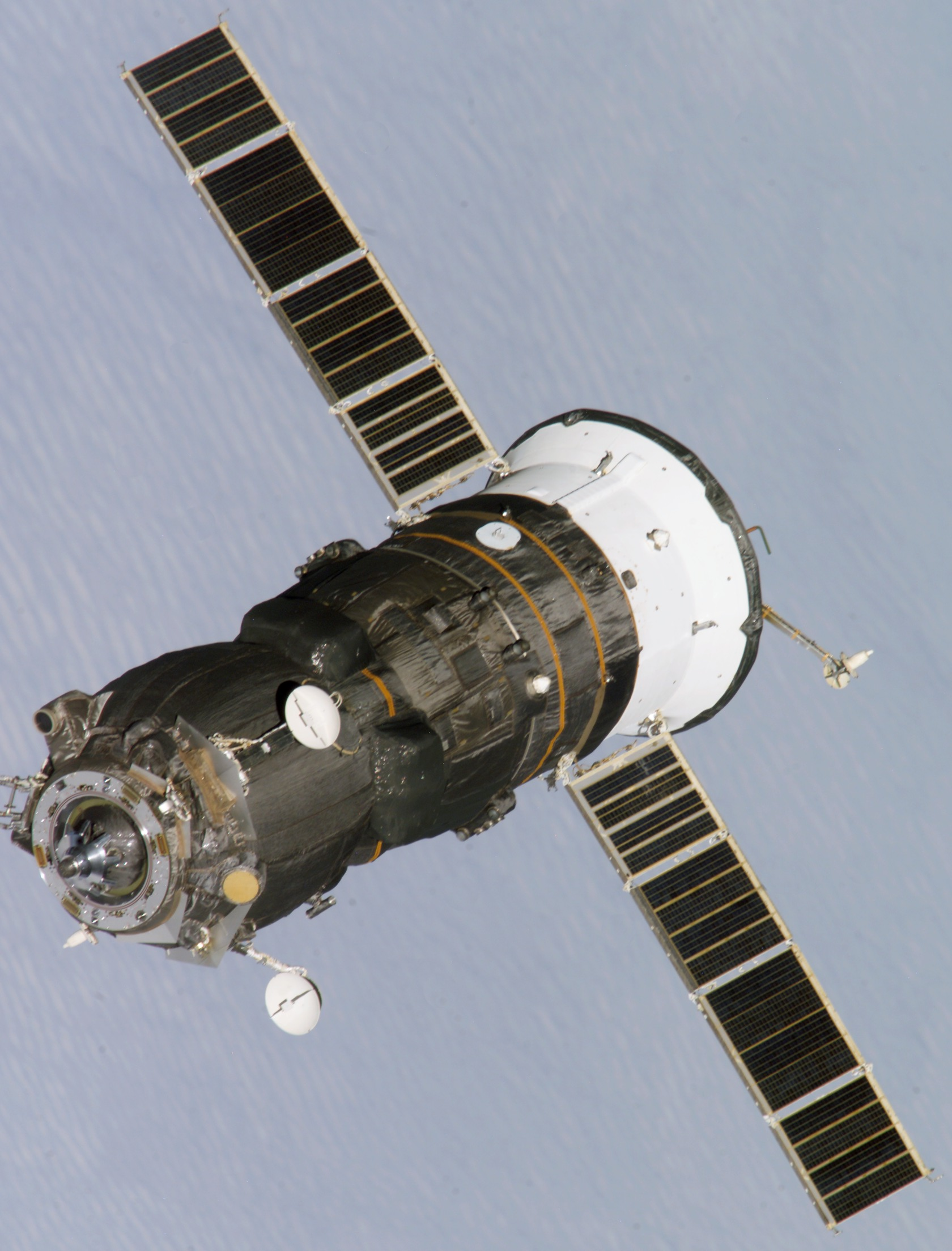
Progress-M ruimtevaartuig

Progress (Russisch: Прогресс (КК) ) is een onbemand Russisch ruimtevaartuig. In de jaren 70 van de 20e eeuw is het ontwikkeld om de Saljoet-ruimtestations te bevoorraden. Later werden de Progress-ruimtevaartuigen gebruikt ter bevoorrading van het ruimtestation Mir en het huidige internationale ruimtestation ISS.
De ontwikkeling van Progress werd in gang gezet toen de Sovjet-Unie zich realiseerde dat langdurige verblijven in de Saljoet-ruimtestations alleen mogelijk werden als de bemanning regelmatig bevoorraad kon worden. Saljoet 6 was het eerste ruimtestation dat regelmatig bezoek kreeg van Progress-vrachtschepen. Het concept bleek zeer succesvol en was tevens de enige vorm van bevoorrading voor het ruimtestation ISS in de jaren 2003 tot 2005, toen de Amerikaanse Spaceshuttle aan de grond stond als gevolg van het ongeluk met het ruimteveer Columbia.
Van de meer dan 150 Progress-lanceringen mislukten er slechts 3 (Progress M-12M in 2011, Progress M-27M in 2015 en Progress MS-04/65P in 2016).

## Ontwerp

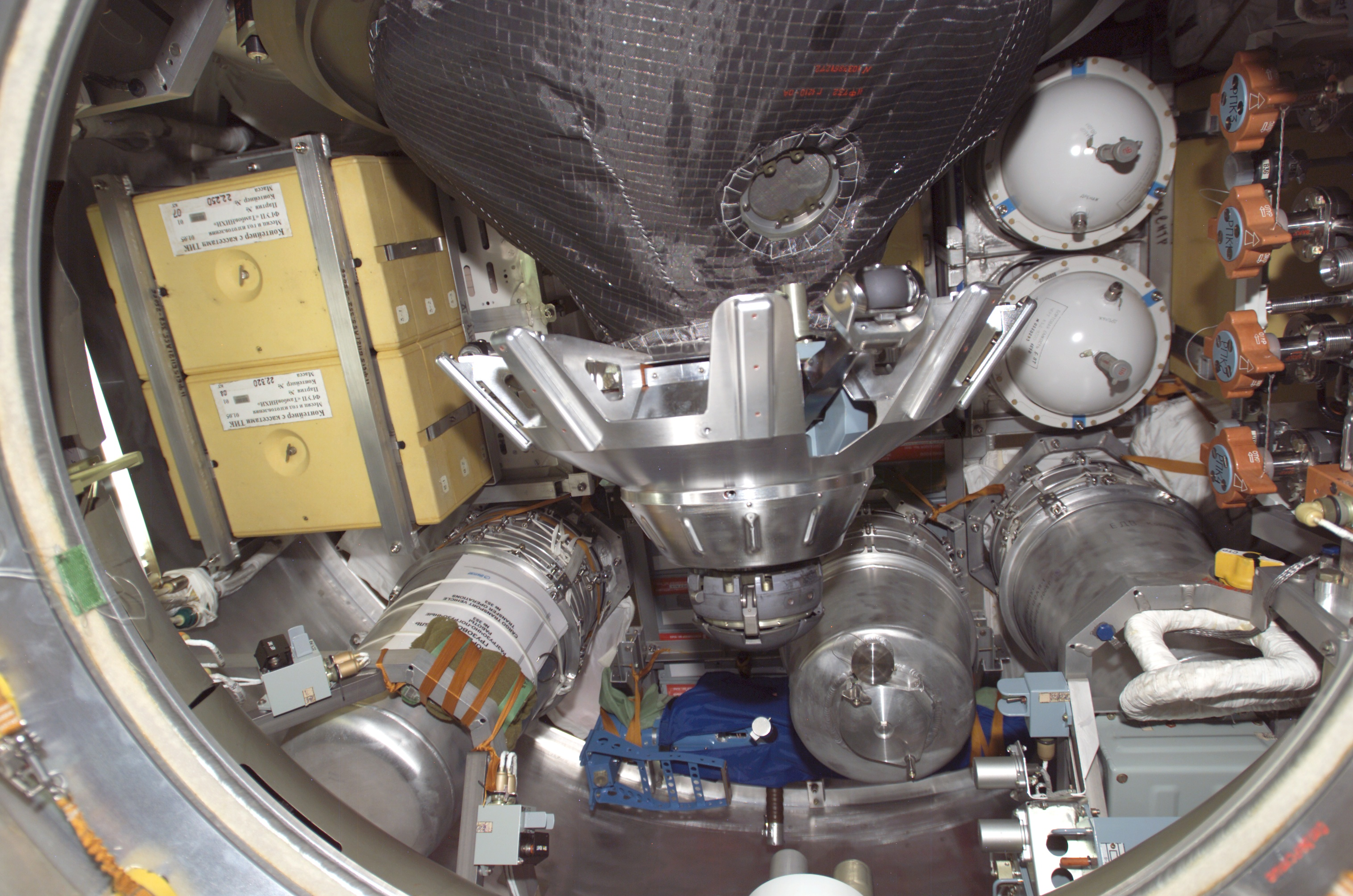
Het interieur van Progress 18

Het ontwerp van de Progress is gebaseerd op dat van het bemande Sojoez-ruimtevaartuig en maakt voor de lancering eveneens gebruik van de succesvolle Sojoezraket. De Progress heeft ongeveer hetzelfde formaat als de Sojoez en lijkt er uiterlijk sterk op.
Het Progress-ruimtevrachtschip bestaat uit drie modules:
Orbitale moduleeen onder druk staande opslagruimte met de voorraden voor de bemanning van het ruimtestation, zoals voedsel, water, kleding, en (wetenschappelijke) apparatuur. Ook is er hier plaats voor persoonlijke post en kranten. Boven op de orbitale module is de koppelingseenheid geplaatst, die verschilt met die van de Sojoez omdat er leidingen aanwezig zijn voor het overpompen van vloeistoffen naar het ruimtestation.
Brandstofmoduleeen ruimte met brandstofvoorraden in aparte tanks. Na koppeling worden deze geautomatiseerd overgepompt naar de brandstoftanks van het ruimtestation.
Servicemoduleeen aandrijfmodule die identiek is aan dezelfde module van het Sojoez-ruimteschip. De module bevat motoren voor baanwijzigingen en standregeling, radiatoren voor warmtewisseling en de elektriciteitsvoorziening via zonnepanelen.
Omdat de Progress-ruimtevaartuigen niet bedoeld zijn voor het vervoeren van bemanning en er geen reden is om terug te keren naar aarde, zijn ze niet uitgerust met hitteschilden of systemen voor levensonderhoud. Dit levert grote gewichtsbesparingen op die ten goede komen aan de hoeveelheid nuttige lading.

## Versies
De ontwikkelingsgeschiedenis van Progress is ruim 10 jaar korter dan van Sojoez, en daarom zijn er veel minder versies verschenen dan van Sojoez.

Lijntekening van de eerste versie van het Progress-ruimtevrachtschip

### Progress(1978 - 1990)
Medio 1973 begon het ontwerpbureau van chef-ontwerper Sergej Koroljov met de ontwikkeling van het eerste type Progress. Op 20 januari 1978 werd de eerste Progress gelanceerd en uiteindelijk zouden er 42 exemplaren van deze versie in de ruimte vliegen.
De eerste versie van Progress had een massa van 7020 kg en kon 2300 kg aan vracht vervoeren. Het vrachtschip was uitgerust met accu's, kon drie dagen zelfstandig vliegen en kon tot maximaal een maand gekoppeld blijven aan een ruimtestation. Koppeling vond altijd plaats met de achterste koppelpoort van het ruimtestation aangezien dit de enige koppelpoort was die uitgerust was met leidingen voor transport van de vloeibare lading aan boord van Progress.
- Lanceergewicht: 7020–7249 kg
- Laadgewicht (Progress 1-24): ~2300 kg
- Laadgewicht (Progress 24-42): ~2500 kg
- Lengte: 7,94 m
- Diameter van de vrachtmodule: 2,2 m
- Maximum diameter: 2,72 m
- Volume van de vrachtruimte: 6,6 m³

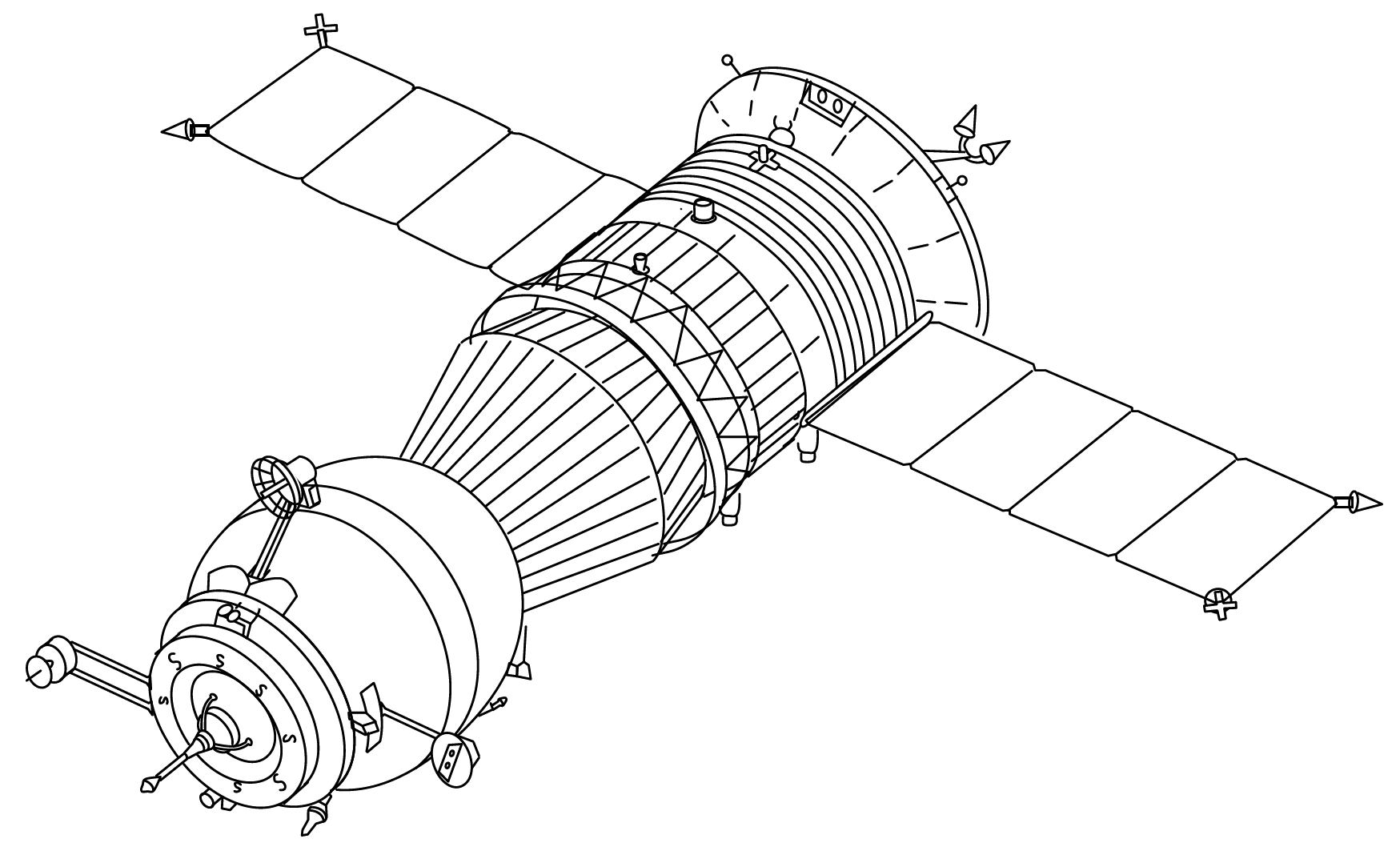
Lijntekening van de Progress-M. Opvallende verschillen ten opzichte van de eerste generatie zijn zonnepanelen en andere antennes op de orbitale module voor het naderings- en koppelingssysteem.

### Progress-M(1989 - 2009)
In 1986 werd gestart met de ontwikkeling van de volgende versie van Progress. Het basisontwerp bleef hetzelfde maar het werd uitgerust met de vele verbeteringen die doorgevoerd waren op de Sojoez-T en Sojoez-TM. Het resultaat werd bekend als Progress-M en werd voor het eerst gelanceerd op 23 augustus 1989 naar het ruimtestation Mir.
Deze versie kon 100 kg meer vracht dragen en tot 30 dagen zelfstandig vliegen doordat het ruimtevaartuig nu was uitgerust met zonnepanelen. Daarnaast was het met de Progress-M mogelijk om goederen en experimenten terug te laten keren op aarde door gebruik te maken van een Raduga-terugkeercapsule. Gekoppeld kan Progress-M maximaal zes maanden in de ruimte blijven. Bovendien kon Progress-M ook koppelen aan alle koppelpoorten van Mir omdat deze allemaal met leidingen voor het transport van vloeistoffen waren uitgerust.
Tot aan de geplande vernietiging van Mir vlogen 43 Progress-M-vrachtschepen naar dit ruimtestation. De laatste van deze werd gebruikt om Mir uit zijn baan te halen en terug te laten keren in de atmosfeer.
- Lanceergewicht: 7130 kg
- Laadgewicht: 2600 kg
- Max. droge lading: 1500 kg
- Max. vloeibare lading: 1540 kg
- Lengte: 7,23 m
- Breedte van zonnepaneel: 10,6 m
- Diameter van de vrachtmodule: 2,2 m
- Maximum diameter: 2,72 m
- Volume van de vrachtruimte: 7,6 m³

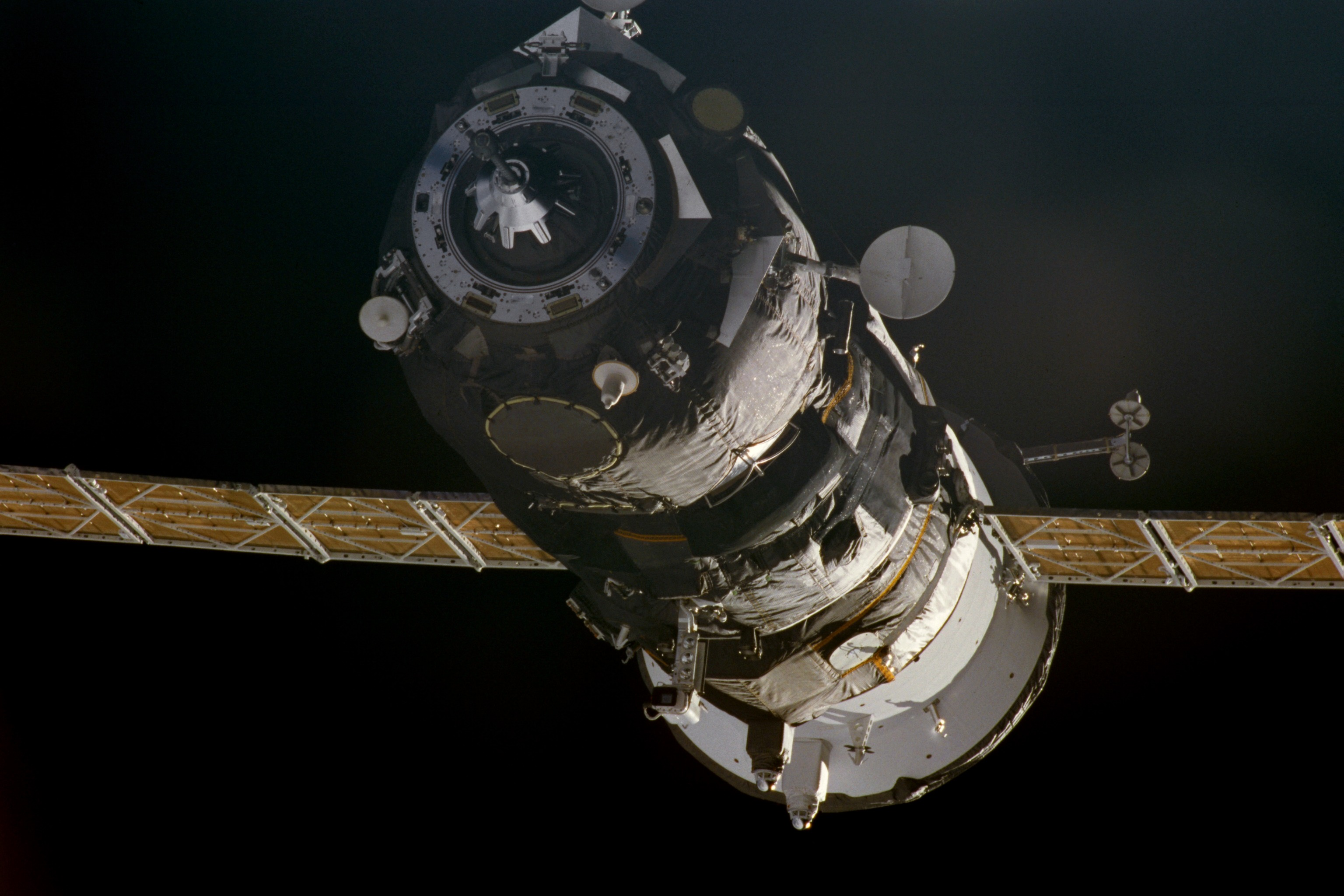
De vierde Progress-M1 gezien kort voor de koppeling met het internationale ruimtestation ISS

Gemodificeerde varianten van de Progress-M zijn gebruikt om Russische ruimtestation-modules na de lancering vanuit hun parkeerbaan naar het ISS te manoeuvreren.

### Progress-M1(2000 - 2004)
De Progress-M1-variant van Progress is speciaal ontwikkeld voor het internationale ruimtestation ISS. De totale nuttige lading is kleiner dan die van Progress-M, maar er kan wel meer vloeibare lading meegenomen worden, ruim 400 kg meer dan Progress-M. Dit werd mogelijk door de watervoorraad te verplaatsen van de brandstofmodule naar de orbitale module. De varianten Progress-M en Progress-M1 worden beide gebruikt ter bevoorrading van het ISS. Er zijn in totaal 11 Progress-M1-vluchten geweest.
- Lanceergewicht: 7150 kg
- Laadgewicht: 2230 kg
- Max. droge lading: 1800 kg
- Max. vloeibare lading: 1950 kg
- Lengte: 7,23 m
- Breedte van zonnepaneel: 10,6 m
- Diameter van de vrachtmodule: 2,2 m
- Maximum diameter: 2,72 m
- Volume van de vrachtruimte: 7,6 m³

### ProgressM2
Progress M2 was een geplande variant, die voor de Mir-2 was bedoeld. Deze variant is echter nooit helemaal tot stand gekomen. De M2-variant zou een grotere servicemodule hebben voor een grotere lading of ruimtestationmodules en zou gelanceerd worden op een Zenit=raket, omdat de raket groter is.

### Progress-MS(2015-nu)
Progress-MS is een verbeterde variant, waarvan de eerste lancering op 21 december 2015 plaats vond. Hij heeft de volgende verbeteringen:
- Een nieuw extern compartiment dat de variant de mogelijkheid geeft om satellieten in te zetten. Elk compartiment kan vier lanceringcontainers bevatten. Eerst sprake van bij de Progress MS-03.
- Hij kan langer in gebruik blijven, door middel van de toevoeging van een back-upsysteem van elektrische motoren voor het docking- (het verbinden van twee ruimtevaartuigen) en sealmechanisme.
- Verbeterde bescherming tegen micrometeoroïden (heel kleine meteoroïden) met additionele panelen in het ladingcompartiment.
- Russische satellietcommunicatiecapabiliteiten maken telemetrie en controle mogelijk, zelfs wanneer hij niet in direct zicht van radiostations op de grond is.
- Satellietnavigatie, die in echte tijd determinatie van de statusvector en baanelementen mogelijk maakt (er is een determinatie van een radiostation op de grond nodig van de baan).
- Relatieve navigatie, in echte tijd, door directe radiodata-uitwisselingcapabiliteiten met het ruimtestation.
- Nieuwe digitale radio, die een verbeterde camera voor het zien van het docken van de raket mogelijk maakt.
- Het Chezara Kvant-V radiosysteem is veranderd in een Unified Command Telemtry System (UCTS)
- Het dockingsysteem Kurs A is door Kurs NA vervangen.